# Долгово-Сабуров, Николай Павлович
Николай Павлович Долгово-Сабуров (1838—1903) — российский государственный  деятель, сенатор, тайный советник (1885).

## Биография
Происходил из дворянского рода Долгово-Сабуровых; родился в Москве 2 (14) января 1838 года. Отец —  штабс-капитан Павел Петрович Долгово-Сабуров, мать — Мария Ивановна, урождённая Майкова.
В службе и классном чине с 28 декабря 1857 года после окончания Императорского Александровского лицея; сначала служил чиновником в Министерстве иностранных дел: с 1 января 1859 года занимал должность помощника столоначальника в Азиатском департаменте; затем перешёл в Министерство внутренних дел — с сентября 1859 года был чиновником особых поручений при губернаторе Калужской губернии; в 1860 году был назначен судебным следователем Калужского уезда, а в 1861 году — членом от правительства мировых съездов Калужской губернии.
В 1863 году был причислен к Министерству юстиции и после подавления Польского восстания 1863—1864 гг. в 1864 году командирован в распоряжение учредительного комитета в Царстве Польском; был членом, затем товарищем председателя Олькутской комиссии по крестьянским делам, председателем Влоцлавской комиссии по крестьянским делам, в 1867 году — председателем Варшавской комиссии по крестьянским делам, с 1871 года — член временной комиссии по крестьянским делам губерний Царства Польского.
В 1873 году 23 марта был произведён в действительные статские советники и 26 мая был назначен Симбирским губернатором. Являясь по своим политическим взглядам государственником умеренно-консервативного направления, Н. П. Долгово-Сабуров, не впадая в крайности, умел принимать компромиссные решения и, в то же время, проявлять необходимую твёрдость в решении принципиальных вопросов. При нём Симбирская губерния стала включаться в общероссийский железнодорожный транзит; 17 августа 1876 года было начало сооружение железнодорожного моста через Волгу близ Сызрани; торжественно открытый 30 августа 1880 года, в день именин императора Александра II, получивший название Александровского железнодорожный мост стал крупнейшим для своей эпохи гидротехническим сооружением в мире. Во время его губернаторства в Симбирске был построен новый каменный театр (1879), городская больница(1880); добился увольнения в 1879 году непопулярного директора Симбирской мужской классической гимназии И. В. Вишневского и поддержал предложение её нового директора Ф. М. Керенского о строительстве пристройки к существующему зданию гимназии. Долгово-Сабуров находился во главе Симбирской губернии самый продолжительный срок времени; 24 марта 1885 года был произведён в тайные советники; 1 ноября 1886 года получил новую должность в Санкт-Петербурге. Городская Дума уездного города Ардатова 1 декабря 1886 года постановила ходатайствовать о присвоении Н. П. Долгово-Сабурову звания почётного гражданина города Ардатова, на что 21 мая 1887 года последовало Высочайшее соизволение; 27 июля 1887 года последовало утверждение стипендии имени бывшего Симбирского губернатора в Симбирской Мариинской женской гимназии, учрежденной «на пожертвованный дворянами и лицами, служащими в разных ведомствах, городских и земских учреждениях Симбирской губернии». Впоследствии, «на счет процентов с капитала, пожертвованного купцами г. Симбирска и Городским Головою», статским советником А. И. Карташевым 29 июля 1887 года была утверждена именная стипендия при Симбирской мужской гимназии.
С ноября 1886 года Н. П. Долгово-Сабуров был управляющим Земским отделом, а с 1893 года — директором Департамента общих дел Министерства внутренних дел. С 1895 года — товарищ министра внутренних дел И. Л. Горемыкина.
С 7 мая 1897 года — сенатор, присутствующий и первоприсутствующий в Общем собрании Правительствующего сената. Был награждён всеми российскими орденами вплоть до ордена Святого Александра Невского  высочайше пожалованного ему 6 декабря 1895 года.
Умер после тяжёлой и продолжительной болезни 1 (14) октября 1903 года в Санкт-Петербурге. Похоронен в Новодевичьем монастыре возле второй супруги, Александры Андреевны (1849—1897). Был дважды женат. Первая жена, Мария Николаевна Долгово-Сабурова (04.06.1844—11.12.1874) скончалась от чахотки и была 14 декабря 1874 года погребена на кладбище Симбирского мужского Покровского монастыря. От этого брака у него был сын Николай (1866—?), радомский вице-губернатор (1915—1917).

## Награды
- орден Св. Станислава 1-й ст. (1875)
- орден Св. Анны 1-й ст (1878)
- орден св. Владимира 2-й ст. (1882)
- орден Белого орла (1888)
- орден Св. Александра Невского (1895)